# Braemar
Braemar (gael. Bràigh Mhàrr) – wieś w północnej Szkocji (Wielka Brytania), w hrabstwie Aberdeenshire, położone w regionie Highlands, w pobliżu rzeki Dee, w dolinie Royal Deeside, około 80 km na wschód od miasta Aberdeen.
Braemar znane jest z odbywających się w nim co roku we wrześniu, począwszy od 1832 roku, zawodów Highland games.
W pobliżu miejscowości znajduje się zamek Braemar, udostępniony do zwiedzania.

## Historia
Wioska znajduje się nad rzeką Clunie Water, strategicznie ważnym skrzyżowaniem na Elsick Mounth, starożytnym szlaku używanym przez Piktów i Rzymian. Znajduje się w górnym krańcu historycznego hrabstwa Mar, dosłownie Braes o 'Mar. Szkocka nazwa gaelicka Bràigh Mhàrr lub wyżyna Mar była pierwotnie stosowana do ogólnego obszaru.
Przed XI wiekiem na każdym brzegu Clunie, Auchendryne na zachodzie i Castleton na wschodzie lub Bail Chasteil znajdowały się oddzielne wioski. Nazwy są wyraźnie zaznaczone na aktualnych mapach Ordnance Survey, poniżej „Braemar”. „Castleton” odnosi się do zamku Kindrochit, położonego w obrębie nowoczesnej wioski, a nie zamku Braemar na południu, podczas gdy Kindrochit oznacza „koniec mostu”.
Według legendy Malcolm III przybył w te okolice około 1059 roku i zbudował drewniany most łączący wschodni i zachodni brzeg. „Kindrochit” oznacza koniec mostu i zakłada się, że zamek został zbudowany w celu ochrony przeprawy. Uważa się, że ruiny pochodzą głównie z XIV wieku, zastępując domniemaną drewnianą konstrukcję pierwotnego zamku.
Po wstąpieniu Jerzego I na tron w 1714 roku, 6 września 1715 roku hrabia Mar rozpoczął w Braemar powstanie jakobickie.
W 1795 roku na wzniesieniu na zachód od Auchendryne zbudowano rzymskokatolicką kaplicę, która służyła jako szkoła. Nadano jej nazwę Chapel Brae,
Do XX wieku Braemar był w dużej mierze własnością jednej z sąsiednich rezydencji Mar, z Auchendryne i Invercauld po jednej stronie i Castleton po drugiej. Rzekomo rywalizacja między osiedlami była czynnikiem decydującym o tym, że każdy z nich miał własny pub, Fife Arms Hotel w Auchendryne i Invercauld Arms Hotel w Castleton, zbudowany nad kopcem, gdzie hrabia Mar podniósł jakobicki standard w 1715 roku.
Katolicyzm był tradycyjnie silny w regionie Braemar, a kości Świętego Andrzeja przez pewien czas spoczywały w Braemar. Kościół katolicki w Braemar jest poświęcony świętemu Andrzejowi i został zbudowany w 1839 roku.
Johann von Lamont (1805–1879), szkocko-niemiecki astronom i astrofizyk, który był pionierem w badaniach pola magnetycznego Ziemi, urodził się w pobliskim Corriemulzie.

## Języki
W spisie powszechnym z 1891 r. 59,2% populacji Braemar mówiło „zwyczajowo” językiem gaelickim, a odsetek osób, które rzeczywiście potrafiły mówić tym językiem (mimo że nie mieli do tego zbyt wielu okazji) byłby nieco wyższy. W małym miasteczku Inverey (Inbhir Èidh) 86,3% mieszkańców mówiło po gaelicku, a większość osób nie mówiących pochodziła z Lower Deeside. Gaelicki używany w Aberdeenshire Highlands miał większość wspólnych cech z gaelickim ze Strathspey i East Perthshire. Ostatnia osoba dla której lokalny dialekt gaelicki był rodzimym językiem zmarła w 1984 roku, choć nadal istnieją rodzimi użytkownicy podobnego dialektu Strathspey. W spisie powszechnym z 2001 r. na ogólną populację 839 mieszkańców parafii cywilnej Crathie i Braemar tylko 5 (0,6%) twierdziło, że mówi po gaelicku.